# Mihovljan
Mihovljan  è un comune della Croazia di 2 234 abitanti della regione di Krapina e dello Zagorje.